# Willem Baas

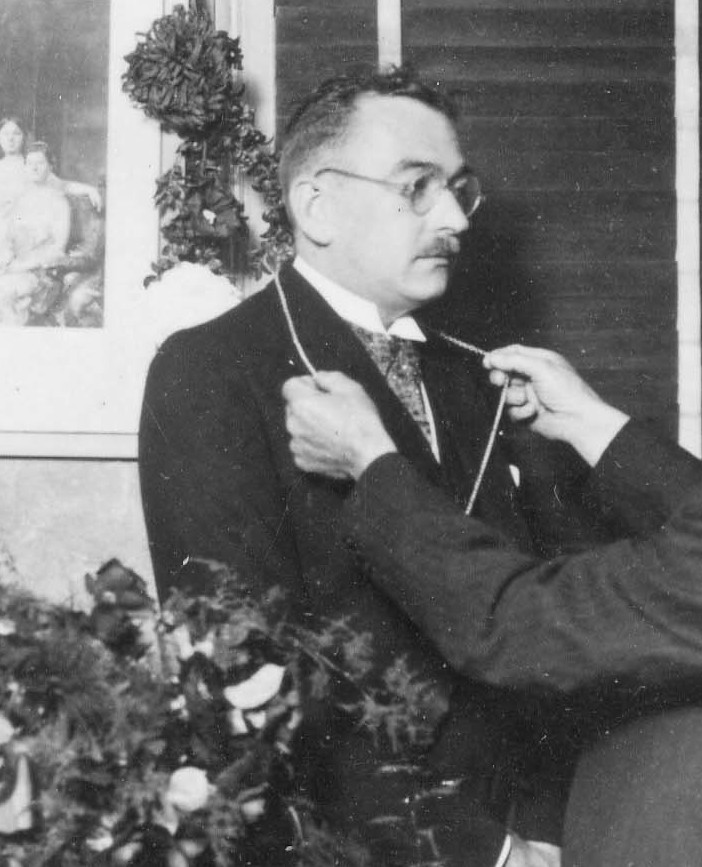
Willem Baas bij installatie als burgemeester van Kerkwerve (1937)

Willem Baas (Bussum, 22 april 1905 – Koudekerke, 27 september 1998) was een Nederlands politicus voor de ARP.
Hij werd geboren als zoon van Jan Baas (1876-1928; baasfitter) en Maria Schipper (1876-1926). Na de hbs ging hij in 1924 als volontair werken bij de gemeentesecretarie van Kamerik en in 1929 werd hij ambtenaar bij de gemeente Lange Ruige Weide. In 1937 werd Baas benoemd tot burgemeester van de Zeeuwse gemeente Kerkwerve en in 1945 is hij daarnaast nog enige tijd waarnemend burgemeester van Dreischor geweest. In mei 1952 volgde zijn benoeming tot burgemeester van Sint Laurens. In 1966 hield die gemeente op te bestaan en in dat jaar werd hij benoemd tot burgemeester van Sint-Annaland. In mei 1970 ging hij daar met pensioen maar hij bleef nog ruim een jaar aan als waarnemend burgemeester tot ook die gemeente was opgeheven. In 1998 overleed hij op 93-jarige leeftijd.